# Гай Фулвий Плавт Хортензиан
Гай Фулвий Плавт Хортензиан (на латински: Gaius Fulvius Plautus Hortensianus; * 170; † убит 211, остров Липара) е римски благородник.

## Биография
Произлиза от Лептис Магна в Либия, родният град на император Септимий Север (193 – 211), бащата на Каракала.
Той е син на преторианския префект Гай Фулвий Плавциан и Хортензия. Брат е на Фулвия Плавцила, от април 202 г. съпруга на наследника на трона Каракала, преди да стане римски император. Чрез тази женитба той става сват на императора и баща му е приет в Сената, a фамилията му приета в патрицианското съсловие.
Баща му Плавциан влиза в конфликт с императорката Юлия Домна. Каракала вижда в Плавциан съперник във властта. Той мрази съпругата си и своят свекър и иска да ги отстрани, колкото се може по-бързо. На 22 февруари 205 г. той смъква с интрига Плавциан и нарежда да го убият в присъствието на императора. Плавт и сестра му Плавцила с детето ѝ са заточени на остров Липара (днес Липари) и през 211 г. убити.

## Фамилия
Плавт е женен за Аврелия (* 170), дъщеря на Луций Аврелий Гал (консул 174 г.). Те имат една дъщеря:
- Фулвия (* 192), омъжена за Луций Нераций Юний Мацер.